# Coudray-Rabut
Coudray-Rabut ist eine Ortschaft und eine ehemalige französische Gemeinde 
mit zuletzt 322 Einwohnern (Stand 2016) im Département Calvados in der Region Normandie. Sie gehört zum Arrondissement Lisieux und zum Kanton Pont-l’Évêque.
Mit Wirkung vom 1. Januar 2019 wurden die früheren Gemeinden Pont-l’Évêque und Coudray-Rabut zur namensgleichen Commune nouvelle Pont-l’Évêque zusammengeschlossen. Den ehemaligen Gemeinden wurde in der neuen Gemeinde der Status einer Commune déléguée jedoch nicht zuerkannt. Der Verwaltungssitz befindet sich im Ort Pont-l’Évêque.

## Lage
Coudray-Rabut grenzte im Nordwesten an Saint-Martin-aux-Chartrains, im Norden an Tourville-en-Auge, im Nordosten an Saint-Gatien-des-Bois, im Osten an Surville, im Südosten an Pont-l’Évêque und im Südwesten an Reux.

## Bevölkerungsentwicklung
| Jahr      | 1962 | 1968 | 1975 | 1982 | 1990 | 1999 | 2008 | 2015 |
| --------- | ---- | ---- | ---- | ---- | ---- | ---- | ---- | ---- |
| Einwohner | 187  | 178  | 204  | 254  | 313  | 333  | 320  | 321  |

## Sehenswürdigkeiten

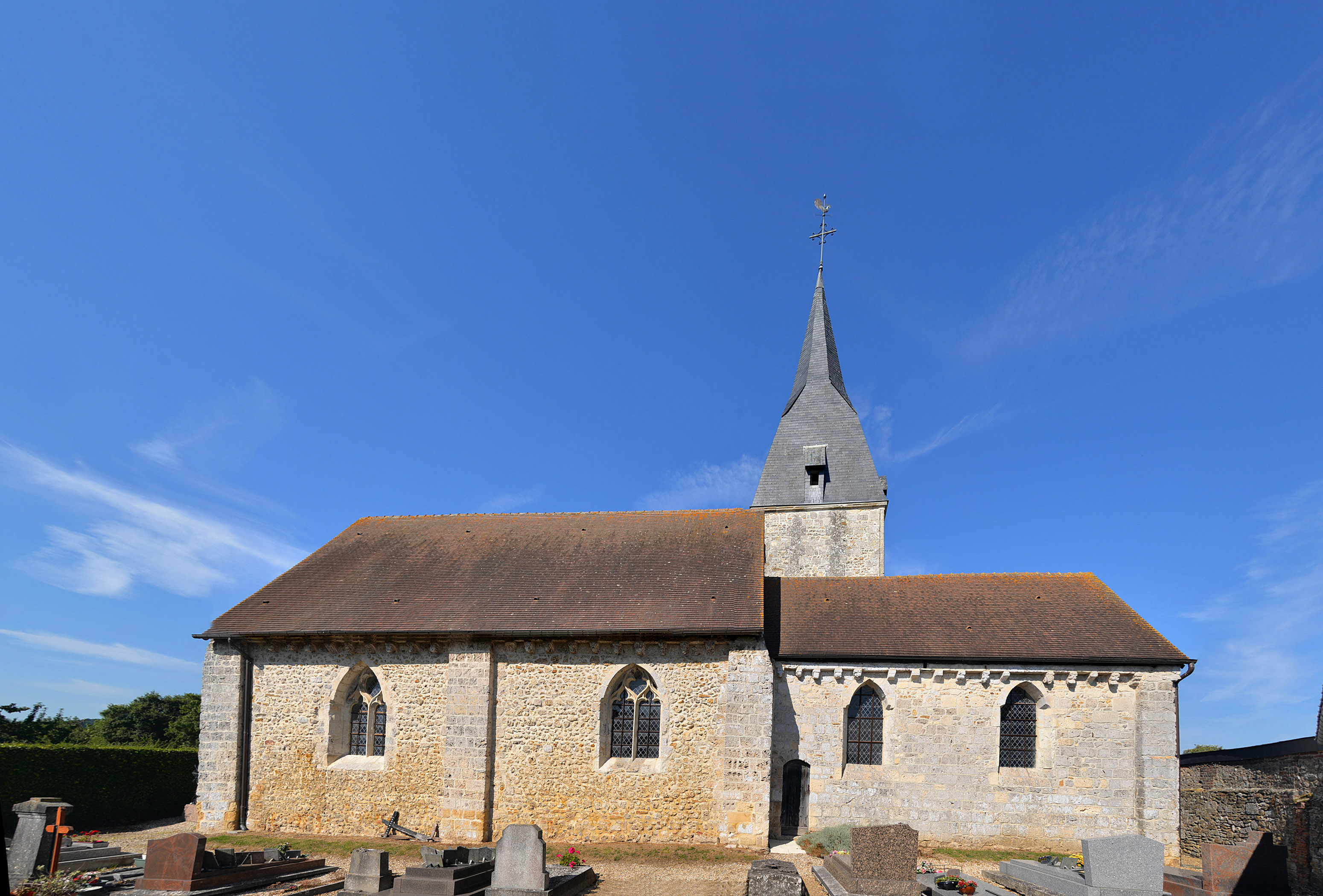
Kirche Saint-Pierre

- romanische Kirche Saint-Pierre
- Kriegerdenkmal